# Peerkankaranai
Peerkankaranai là một thị xã panchayat của quận Kancheepuram thuộc bang Tamil Nadu, Ấn Độ.

## Nhân khẩu
Theo điều tra dân số năm 2001 của Ấn Độ, Peerkankaranai có dân số 17.521 người. Phái nam chiếm 50% tổng số dân và phái nữ chiếm 50%. Peerkankaranai có tỷ lệ 82% biết đọc biết viết, cao hơn tỷ lệ trung bình toàn quốc là 59,5%: tỷ lệ cho phái nam là 86%, và tỷ lệ cho phái nữ là 79%. Tại Peerkankaranai, 10% dân số nhỏ hơn 6 tuổi.